# Украшавање колача
Украшавање колача датира најмање из 14. века када су у Швајцарској исклесани калупи из дрвета и користили се да би приказали библијске приказе на колачићима.
Уметнички елемент при прављењу колача такође се може пратити до средњовековне Немачке где су медењци прављени у посебним облицима и украшени шећером. Прича о "Ивици и Марици" објављена у Гримовим бајкама 1812. инспирисала је немачке божићне честитке од колачића медењака са ђумбиром. Такође током 17. века, холандски и немачки досељеници су у Сједињене Државе увели модле за колаче, украсне калупе и празнично украшавање колача.
Данас се традиција украшавања колача наставља на многим местима у свету и укључује активности као што су забаве за украшавање колачића, такмичења, прављење букета колачића и поклон корпи са колачима и једноставно украшавање колача са децом као забавну породичну активност.
Глазура, краљевска глазура и фондан су популарни избори за украшавање колачића.

## Историја
Један од најранијих забележених облика украшавања колачића је springerle, а најстарији познати калуп за springerle налази се у Швајцарском националном музеју у Цириху, Швајцарска. Овај калуп округлог облика исклесан је од дрвета у 14. веку и приказује Ускршње јагње.
Калуп за springerle или преса (резбарене оклагије) се користи за утискивање слике или дизајна на колач. Ови колачи су вековима традиционални божићни колачићи у Баварској и Аустрији. Да би се постигао декоративни ефекат, дизајни могу бити обојени прехрамбеним бојама, или када се користе само у декоративне сврхе, темпером или акрилним бојама.
Ови колачи су првобитно приказивали библијске сцене и коришћени су за поучавање неписмених о Библији. Касније, колачићи су украшавани секуларним сценама које приказују слике животних догађаја, као што су венчања и рођења.
Историчари хране такође прате уметнички елемент прављења колачића до средњовековне Немачке где су медењаци прављени у фине облике и украшавани шећером. Међутим, цехови медењака су дозвољавали само професионалним пекарима медењака да ово праве, са изузетком Божића и Ускрса када је свако могао да направи своје.
Први медењак је можда био ренесансни човек! Историчари хране често приписују овај колачић краљици Елизабети I, која је током своје владавине (1558. до 1603) поклањала ВИП посетиоцима двору колачиће - медењаке украшене њиховим лицима.
Ови „портрети“ од медењака били су украшени каранфилићем умоченим у злато.
Током 17. века, цех је запошљавао мајсторе пекаре и занатлије који су стварали замршена уметничка дела са својим кућицама од медењака и колачића. У Немачкој су тада колачићи, у облику медењака, уведени као божићни украси.
Године 1812. објављене су Гримове бајке а прича о „Ивици и Марици“ инспирисала је пекаре из 19. века да свом маштовитом низу медењака дода украшене божићне честитке од медењака и фино обликоване колачиће. Лимари су прихватили позив и направили модле за колачиће у свим замисливим облицима за пекаре и домаћице.
Многе викторијанске божићне јелке биле су украшене украшеним колачићима у облику животиња и медењака.
Такође током 17. века, холандски и немачки досељеници су у Сједињене Државе увели модле за колаче, украсне калупе и празничне украсе. Колач са ђумбиром је вероватно био први божићни колачић направљен у САД. Шећерни колачићи, један од најчешће украшених колачића данас, еволуирали су од Енглеза.
Немачке модле за колаче су производиле више стилизованих колача, од којих су многи били са секуларним божићним темама, и по нижој цени, од модли локалних америчких лимара. Када су између 1871. и 1906. закони о увозу отворили капије за јефтин, немачки увезен прибор за кување, укључујући модле за колаче, америчка традиција украшавања колачића за украсе за божићно дрвце је завладала. Као одговор на овај бум модли, америчке куварске књиге су почеле да садрже колачиће у украсним облицима као што су звона и Деда Мразови.
Данас се традиција украшавања колача наставља на многим местима у свету и обухвата: украшавање колачића за Божић и друге празнике, украшавање колача, украшавање колача за букете колача и корпе са поклонима, украшавање јелке окићеним колачићима и украшавање колачића са децом.
Догађаји за украшавање колачића могу се наћи чак и у историјским и уметничким музејима. И често се налазе на празничним догађајима, у друштвеним центрима и учионицама. Украшени колачићи такође освајају награде на окружним и државним сајмовима.

## Модле за колаче
Многе технике украшавања које се данас користе не захтевају сложене модле колачића. Најједноставнији облици могу бити прилично разноврсни по темама. На пример, модла у облику звезде може се користити за Божић, 4. јул и поруке честитки. Круг може бити украшен као сунце, лопта, цвет, паукова мрежа или смајли.
Али неке прилике захтевају посебне модле за колаче, чак и оне по мери. На пример, у част 50. годишњице брака, фотографија првог аутомобила пара се могла послати компанији, а модла би била направљена по мери да то прикаже. Затим би их особа која прави колачиће украсила како би употпунила приказ.

## Глазура
Краљевска глазура се често користи за украшавање колачића јер се тешко суши. На Божић 2005. године у Белој кући, Тадеуш Дибоа, извршни посластичар Беле куће у то време, украсио је колачиће снежних пахуљица краљевском глазуром. У овом случају, као и код многих украшених колачића који је Дибоа направио за председника, његову породицу и њихове госте, коришћена је традиционална краљевска глазура, мешавина сирових беланаца, шећера у праху и капи лимуновог сока.
Због здравствених проблема са конзумацијом сирових јаја, као што је салмонела, декоратери понекад алтернативно користе варијацију глазуре без јаја. Безе у праху се користи уместо беланаца за стварање крутости. Пастеризована расхлађена беланца се продају у продавницама за сигурнији традиционални рецепт.
Шећерна глазура направљена без беланаца и која се састоји од шећера у праху, воде, кукурузног сирупа и арома (као што је бадем) је још један популаран избор за украшавање колачића.
Глазура се мора наносити брзо јер краљевска глазура се брзо суши, али мора бити довољно влажна да се линије стопе, тако да дизајн буде гладак. Када се глазура може стегнути брже него што се дизајн може попунити, дизајн се може прво одвојити на мање делове. Декоратери колачића обично постављају обрис колачића, али га затим раздвајају на мање делове, попуњавајући их један по један. Празне делове и рупе у које врх за украшавање није ушао могу се попунити пажљивим провлачењем чачкалице кроз глазуру у све празне просторе.
Колачићи могу бити украшени глазуром у више боја. Ово се постиже тако што се прва боја потпуно осуши (често чак 2 сата) пре додавања друге боје глазуре.
Иако је циљ обично да се боје одвоје када се дизајн колачића попуњава глазуром (као што је бела брада Деда Мраза од црвене боје његовог одела), понекад се боје или намерно споје заједно како би се креирао дизајн као нпр. дизајн паукове мреже. Прво се бели обрис исцртава и попуњава белом. Затим, користећи црну глазуру, спирала се води од центра до спољне ивице. Мрежа се ствара превлачењем чачкалице у правој линији од центра преко спирале до спољне ивице. Што више редова, то је мрежа сложенија.

## Фондан
Фондан је још једна врста глазуре која се користи за украшавање колачића. Фондан се може обојити умешавањем боје у тесто. Може се развући, а затим исећи у облике који одговарају колачићима или њиховим дизајном. Фондан се може купити готов. Домаћи фондан који је често хваљен због свог укуса и функције је фондан белог слеза, који користе и декоратери торти за прекривање торти.
Приликом ваљања фондана, силиконска простирка или пергамент ће елиминисати потребу за посипањем површине развлачења шећером у праху, а то ће олакшати подизање и преношење исечених делова на колачиће.
Разваљани фондан се може сећи у облике истим калупима за колаче који се користе за резање колача. Када се исече, фондан се ставља на врх колача. Неке врсте фондана ће се одмах залепити за колачић. Ако се фондан не залепи добро, површина колача може се премазати са мало екстракта ваниле, кукурузног сирупа или гела да би се обезбедила већа моћ лепљења.
Колачи прекривени фонданом, баш као и обични колачићи или колачићи прекривени глазуром, добро се уклапају у украсе као што су сребрне дражеје и други сјајни украси. Пинцета може бити од велике помоћи у позиционирању ситних украса.

## Декорисање фондана
Подлога за отисак се може користити са фонданом за додавање дизајна и/или текстуре. Прво се фондан разваља, а затим се простирка ставља лицем надоле на фондан. На крају, нежним али чврстим преласком оклагијом преко простирке, ствара се отисак у фондану. Затим се секу облици.
На пример, да бисте направили чипкасто срце, комад белог фондана се прво разваља на силиконску простирку. Затим се рељефни ваљак за фондан полако котрља по површини фондана. Модла колачића у облику срца се користи за сечење срца од фондана. Фондан у облику срца се затим пажљиво скида са силиконске простирке како не би нарушио рељефни дизајн. Затим се фондан обрезује и ставља на врх колачића. На крају колачић прекривен фонданом може се премазати лаганом прашином од бисерне прашине.
Многи од истих украса које користе декоратери торти такође се користе на колачићима. За украшавање колачића користе се дражеје, шећер у боји, перле и ситно сецкани ораси, као и скупљи украси попут јестивог златног листа.

## Јестиво сребро и злато
Сребром и златом обложене дражеје и друге сребрне и златне декорације колача које се понекад користе није одобрила ФДА у Сједињеним Америчким Државама. Неке од њих су одобрене за људску исхрану у другим земљама, као што је јестиво злато и сребро у Италији.
Јестиво злато и сребро се вековима користе за украшавање хране и пића. Племенити метали долазе у облику мрвица, малих пахуљица и листова и доступни су у специјализованим продавницама и на интернету.
Међутим, ова употреба је контроверзна. Према Вашингтон Посту, стручњак америчке Управе за храну и лекове рекао је да јестиво злато и сребро нису прошли кроз процену безбедности пре стављања на тржиште у ФДА „јер нико није тражио одобрење пре стављања на тржиште“.
Чланак Вашингтон поста је такође известио да је стручњак (који је наводно говорио само под условом анонимности) рекао да није заузео став о јестивим металима, да они пролазе право кроз тело и да су „скуп начин за бацање злата." Тобијас Фрећа, оснивач веб-сајта за малопродају јестивог злата, такође је цитиран у чланку који каже да „резервација од 500 златних листића може коштати 495 долара, а шејкер од 100 мг племенитих метала продаје се за 19,95 долара“.